# Juan Carlos Moragues Ferrer
Juan Carlos Moragues Ferrer (Gandia, 4 de setembre de 1969) és un inspector d'Hisenda i polític valencià, conseller d'Hisenda i Administració Pública de la Generalitat Valenciana entre 2012 i 2015 i diputat a les Corts Valencianes en la IX legislatura. Des de 2023 és regidor de l'Ajuntament de Gandia pel Partit Popular (PP).

## Biografia
Llicenciat en Ciències Econòmiques i Empresarials i en Dret, és funcionari del Cos Superior d'Inspectors d'Hisenda de l'Estat espanyol. Abans d'arribar a Conseller, Moragues va exercir com a administrador de diverses oficines de l'Agència Tributària a València, Gandia i Xàtiva, així com Barcelona i Tortosa. També ha estat inspector de duanes al port de València, membre del Cos Tècnic d'Hisenda de Recaptació a la Dependència Regional i Provincial de Barcelona.
Al desembre de 2012 va ser nomenat conseller d'Hisenda i Administració Pública de la Generalitat Valenciana, dins del Consell del President Alberto Fabra. Moragues va substituir a José Manuel Vela Bargues, dimitit una setmana abans. El vicepresident José Ciscar Bolufer va actuar com a conseller de forma interina fins al nomenament de Moragues. Fou elegit diputat a les eleccions a les Corts Valencianes de 2015 però va deixar l'escó poc després quan fou nomenat Delegat del Govern al País Valencià.
Com a Delegat del Govern va engegar una campanya contra la retolació en idioma valencià, exigint que foren retirats els senyals de trànsit en aquest idioma oficial. L'octubre del 2017 diverses organitzacions de l'entorn antifeixista van demanar la seva reprovació després dels incidents del 9 d'octubre del mateix any.
El 2023 va ser el candidat del PP a l'alcaldia de Gandia però no va aconseguir desplaçar del càrrec al socialista José Manuel Prieto. Moragues va seguir com a regidor tot i que no va acceptar ser el portaveu del grup Popular i lider de l'oposició per tal de seguir com a funcionari d'Hisenda.